# Lili Lani
Lili Lani, född Lilli Juanita Katharina Christiansson 12 juni 1905 i Köpenhamn, död 25 februari 1996 i Danmark, var en dansk skådespelare. Hon var gift fyra gånger, däribland med Poul Reichhardt. 

## Filmografi i urval
- 1925 – Polis Paulus' påskasmäll
- 1925 – Ingmarsarvet
- 1929 – Kys, klap og kommers
- 1930 – Pas på Pigerne
- 1930 – Fridas visor
- 1961 – Een blandt mange